# Joseph Cox Bridge
Joseph Cox Bridge (Rochester, 1853 - 1929) fou un compositor i organista anglès. Foren els seus mestres l'organista de la catedral de Rochester, Johann Hopkins i el seu germà Frederick Bridge, que també fou un músic notable. Des de 1877 fins al 1925 ocupà el càrrec d'organista de la Catedral de Chester, adquirint gran popularitat pel seu mestratge en aquest difícil instrument i les seves notables composicions per a orgue. Fou fundador de la Chester Musical Society, que dirigí i ajudà econòmicament durant vint anys, i el 1879 restaurà els festivals d'aquella ciutat, que durant cinquanta anys havia romàs en suspens. Des de 1886 fins al 1889 dirigí la Bradford Festival Choral Society i el 1908 fou nomenat professor de música de la Universitat de Durham i del Trinity College of Music. Entre els seus alumnes s'hi contaren l'estatunidenc Ernest Douglas. Entre les seves produccions hi figuren: «Daniel» oratori, «Rudel» (cantata), «Resurgam» (cantata), una simfonia en fa, un rèquiem; i en el gènere profà va escriure nombroses obres per a piano, i l'opereta «The Belle of the Ares».